# Oospila nasuta
Oospila nasuta là một loài bướm đêm trong họ Geometridae.